# Toty Rodríguez
Toty Rodríguez (nascida como María Rosa Rodríguez Váscones; 7 de novembro de 1942) é uma cantora equatoriana, atriz de teatro e cinema no Equador e na França, apresentadora de televisão e ex-Miss Equador.

## Biografia
Toty Rodríguez nasceu María Rosa Rodríguez Váscones em Guayaquil, Equador, em 7 de novembro de 1942. Ela começou a se interessar por música clássica e escolheu estudar canto, piano e violoncelo enquanto ainda estava no colégio. Aos 17 anos, enquanto cursava a faculdade, Rodríguez atuou na peça Madre y Hija a pedido de outra atriz em 1959.
Em 1960, Rodríguez tornou-se Miss Mundo do Equador em 1960 e veio competir no concurso de Miss Mundo daquele ano. Ela viajou por Londres e outras cidades europeias, mas passava a maior parte do tempo em Paris por causa de contratos de modelo e publicidade.
Em Paris, Rodríguez também teve aulas de atuação com Alain Delon e René Simon, foi oferecida e rejeitada um papel em um filme com seu ator favorito Gregory Peck, e atuou em várias peças, principalmente El gran restaurante.